# IIHF Ice Hockey Women’s Asia and Oceania Championship
Die IIHF Ice Hockey Women’s Asia and Oceania Championship ist ein internationales Eishockeyturnier für Frauennationalmannschaften in Asien und Ozeanien, die nicht an Eishockey-Weltmeisterschaften teilnehmen oder dort in der untersten Spielklasse spielen.
Der Wettbewerb wird vom Internationalen Eishockey-Föderation IIHF organisiert. Er wurde 2010 unter dem Namen IIHF Women’s Challenge Cup of Asia nach dem Vorbild des gleichnamigen Wettbewerbs für Herrennationalmannschaften eingeführt. Von 2010 bis 2014 nahmen dabei die stärksten asiatischen Mannschaften China, Japan und Süd- und Nordkorea teil (sowie teilweise die B-Mannschaft Chinas) teil. 2014 wurde die Division I der schwächeren Mannschaften eingeführt. Seit 2015 nahmen die stärksten Mannschaften nicht mehr teil; vorerst wurde nur die Division I ausgetragen. 2017 wurde dann die Bezeichnungen Division I weggelassen, ab 2018 wurde wieder in Top-Division und Division I aufgeteilt. Die Turniere 2020 und 2021 wurden wegen der COVID-19-Pandemie abgesagt. Zur Austragung 2023 wird der Name auf Women’s Asia and Oceania Championship geändert.
Mit dem IIHF Women’s Development Cup besteht ein ähnlicher Wettbewerb für Mannschaften aus Europa und Südamerika, an dem auch Mannschaften der arabischen Halbinsel teilnehmen.

## Austragungen
| Jahr   | Teilnehmer | Gewinner                    | Austragungsort                          |
| ------ | ---------- | --------------------------- | --------------------------------------- |
| 2010   | 4          | Volksrepublik China         | Shanghai, Volksrepublik China           |
| 2011 1 | 3          | Japan                       | Nikkō, Japan                            |
| 2012   | 4          | Japan                       | Qiqihar, Volksrepublik China            |
| 2014   | 4+4        | Volksrepublik China         | Harbin, Volksrepublik China             |
| 2015 2 | 3          | Republik China (Taiwan)     | Taipeh, Republik China (Taiwan)         |
| 2016   | 5          | Republik China (Taiwan)     | Taipeh, Republik China (Taiwan)         |
| 2017   | 7          | Neuseeland U18              | Bangkok, Thailand                       |
| 2018   | 4+4        | Republik China (Taiwan) U18 | Kuala Lumpur, Malaysia                  |
| 2019   | 5+4        | Thailand                    | Abu Dhabi, Vereinigte Arabische Emirate |
| 2023   | 8          | Thailand                    | Bangkok, Thailand                       |

## Teilnehmer und Platzierungen
| Nation                          | 2010                      | 2011                      | 2012                      | 2014                      | 2015                      | 2016                      | 2017                      | 2018                      | 2019                      | 2023                      | Teilnahmen                |
| Top-Mannschaften bis 2014       | Top-Mannschaften bis 2014 | Top-Mannschaften bis 2014 | Top-Mannschaften bis 2014 | Top-Mannschaften bis 2014 | Top-Mannschaften bis 2014 | Top-Mannschaften bis 2014 | Top-Mannschaften bis 2014 | Top-Mannschaften bis 2014 | Top-Mannschaften bis 2014 | Top-Mannschaften bis 2014 | Top-Mannschaften bis 2014 |
| ------------------------------- | ------------------------- | ------------------------- | ------------------------- | ------------------------- | ------------------------- | ------------------------- | ------------------------- | ------------------------- | ------------------------- | ------------------------- | ------------------------- |
| Australien                      | –                         | –                         | –                         | 4                         |                           |                           |                           |                           |                           |                           | 1                         |
| Volksrepublik China             | 1                         | 2                         | 2                         | 1                         | 4                         |                           |                           |                           |                           |                           |                           |
| Volksrepublik China II          | 4                         | –                         | 3                         | –                         | 2                         |                           |                           |                           |                           |                           |                           |
| Japan                           | 2                         | 1                         | 1                         | –                         | 3                         |                           |                           |                           |                           |                           |                           |
| Nordkorea                       | 3                         | –                         | –                         | 2                         | 2                         |                           |                           |                           |                           |                           |                           |
| Südkorea                        | –                         | 3                         | 4                         | 3                         | 3                         |                           |                           |                           |                           |                           |                           |
| Schwächere Mannschaften ab 2014 |                           |                           |                           |                           |                           |                           |                           |                           |                           |                           |                           |
| Republik China (Taiwan)         |                           |                           |                           | –                         | 1                         | 1                         | –                         | –                         | –                         | –                         | 2                         |
| Republik China (Taiwan) U18     | –                         | –                         | –                         | –                         | 1                         | 2                         | –                         | 2                         |                           |                           |                           |
| Hongkong                        | 5                         | 3                         | –                         | –                         | –                         | –                         | –                         | 2                         |                           |                           |                           |
| Indien                          | –                         | –                         | 5                         | 4                         | 8                         | 8                         | 4                         | 5                         |                           |                           |                           |
| Iran                            | –                         | –                         | –                         | –                         | –                         | –                         | 2                         | 1                         |                           |                           |                           |
| Kirgisistan                     | –                         | –                         | –                         | –                         | –                         | –                         | 7                         | 1                         |                           |                           |                           |
| Kuwait                          | –                         | –                         | –                         | –                         | –                         | 9                         | 8                         | 2                         |                           |                           |                           |
| Malaysia                        | –                         | –                         | 4                         | 7                         | 5                         | 5                         | 6                         | 5                         |                           |                           |                           |
| Neuseeland U18                  | –                         | –                         | –                         | 1                         | 2                         | 4                         | –                         | 3                         |                           |                           |                           |
| Philippinen                     | –                         | –                         | –                         | 5                         | 7                         | 6                         | –                         | 3                         |                           |                           |                           |
| Singapur                        | 7                         | –                         | 3                         | 3                         | 4                         | 3                         | 3                         | 6                         |                           |                           |                           |
| Thailand                        | 6                         | 2                         | 2                         | 2                         | 3                         | 1                         | 1                         | 7                         |                           |                           |                           |
| Vereinigte Arabische Emirate    | 8                         | –                         | –                         | 6                         | 6                         | 7                         | 5                         | 5                         |                           |                           |                           |

Kursiv: Teilnahme in der Division I